# Чемпіонат Німеччини з хокею 1961—1962
Чемпіонат Німеччини з хокею 1962 — 45-ий регулярний чемпіонат Німеччини з хокею, чемпіоном став Бад Тельц.
Відповідно до регламенту змагань, чемпіонат пройшов у два етапи, на першому вісімка зіграла у два кола та була розбита на дві групи, перша четвірка розіграла медалі, друга четвірка виявила клуб який провів перехідні матчі. Очки першого етапу зберігались і на другому етапі.

## Підсумкова таблиця
| М  | Команда             | І  | Пер | Н | Пор | Ш     | О  |
| -- | ------------------- | -- | --- | - | --- | ----- | -- |
| 1. | Бад Тельц           | 14 | 13  | 0 | 1   | 89:33 | 26 |
| 2. | ХК Фюссен           | 14 | 11  | 2 | 1   | 79:38 | 24 |
| 3. | СК Ріссерзеє        | 14 | 7   | 1 | 6   | 52:40 | 15 |
| 4. | Пройзен Крефельд    | 14 | 5   | 4 | 5   | 57:47 | 14 |
| 5. | Кауфбойрен          | 14 | 7   | 0 | 7   | 57:79 | 14 |
| 6. | «Маннхаймер ЕРК»    | 14 | 3   | 2 | 9   | 49:67 | 8  |
| 7. | Крефельдер ЕВ       | 14 | 3   | 0 | 11  | 36:84 | 6  |
| 8. | Айнтрахт (Дортмунд) | 14 | 2   | 1 | 11  | 38:69 | 5  |

Скорочення: М = підсумкове місце, І = ігри, Пер = перемоги, Н = нічиї, Пор = поразки, Ш = закинуті та пропущені шайби, О = набрані очки

## Фінальний раунд
| М  | Команда          | І  | Пер | Н | Пор | Ш      | О  |
| -- | ---------------- | -- | --- | - | --- | ------ | -- |
| 1. | Бад Тельц        | 20 | 17  | 0 | 3   | 118:59 | 34 |
| 2. | ХК Фюссен        | 20 | 15  | 2 | 3   | 108:55 | 32 |
| 3. | СК Ріссерзеє     | 20 | 10  | 2 | 8   | 76:63  | 22 |
| 4. | Пройзен Крефельд | 20 | 5   | 5 | 10  | 75:81  | 15 |

Скорочення: М = підсумкове місце, І = ігри, Пер = перемоги, Н = нічиї, Пор = поразки, Ш = закинуті та пропущені шайби, О = набрані очки

## Втішний раунд
| М  | Команда             | І  | Пер | Н | Пор | Ш      | О  |
| -- | ------------------- | -- | --- | - | --- | ------ | -- |
| 5. | Кауфбойрен          | 20 | 9   | 0 | 11  | 80:109 | 18 |
| 6. | Крефельдер ЕВ       | 20 | 7   | 1 | 12  | 60:101 | 15 |
| 7. | «Маннхаймер ЕРК»    | 20 | 5   | 3 | 12  | 74:88  | 13 |
| 8. | Айнтрахт (Дортмунд) | 20 | 5   | 3 | 12  | 58:93  | 13 |

Скорочення: М = підсумкове місце, І = ігри, Пер = перемоги, Н = нічиї, Пор = поразки, Ш = закинуті та пропущені шайби, О = набрані очки

## Перехідний матч
- Айнтрахт (Дортмунд) — ЕВ Ландсгут 1:0, 5:2

## Найкращі по лініях

### Бомбардири
| Гравець         | Клуб         | І  | Г  |
| --------------- | ------------ | -- | -- |
| Зепп Рейф       | СК Ріссерзеє | 20 | 29 |
| Ернст Кепф      | ХК Фюссен    | 20 | 18 |
| Манфред Гмайнер | ХК Фюссен    | 20 | 18 |

### Захисники
| Гравець        | Клуб             | І  | Г |
| -------------- | ---------------- | -- | - |
| Ганс Рампф     | Бад Тельц        | 18 | 8 |
| Ганс Губер     | СК Ріссерзеє     | 20 | 8 |
| Леонард Вайтль | ХК Фюссен        | 20 | 8 |
| Вернер Лоренц  | «Маннхаймер ЕРК» | 20 | 8 |

## Склад чемпіонів
Бад Тельц:
- Воротарі: Вільгельм Едельманн, Клаус Хафенштайнер
- Захисники: Ганс Рампф, Отто Шнайтбергер, Валтер Рідль, Гайнц Бадер, Франц Дайзенгідер, Ганс Вексель
- Нападники: Зепп Ріф, Петер Лакс, Алоїс Майр, Зепп Вершхаузер, Зіґфрід Майр, Георг Еберл, Петер Шмідт, Клаус Ретцер, Аді Флобманн
- Тренер: Ганс Рампф (граючий тренер)